# Heterocósmica
Heterocósmica: ficción y mundos posibles es el texto principal del teórico checo Lubomír Doležel. La obra concierne la existencia de los "mundos posibles", anteriormente planteada por Leibniz y Baumgarten. La teoría de Doležel parte de la lógica formal del filósofo estadounidense Saul Kripke y se centra en la literatura y la ficción. El texto plantea un análisis del concepto de mímesis y de su evolución como forma de concebir un objeto artístico.

## Mímesis
Los distintos tipos de mímesis que podemos encontrar: 
- Mímesis real: El objeto artístico es considerado una representación ficticia de lo real. Un particular ficcional, P(f), representa un particular real, P(r). P(f)->P(r). Por ejemplo, la ciudad de Londres en las obras de Charles Dickens es una representación ficticia de la ciudad real de Londres, el personaje de Napoleón Bonaparte en la obra La guerra y la paz de Tolstoi es una representación ficticia de la figura histórica de Napoléon Bonaparte.

- Mímesis universal: El objeto artístico es considerado una representación ficticia de un arquetipo de la realidad. P(f)->P(u). Por ejemplo, Raskolnikov, el protagonista de la novela Crimen y castigo de Dostoievski, no tiene un equivalente histórico, pero es la representación de un arquetipo real. Esto significa que el ente ficticio corresponde a un concepto preexistente, asumido como real. Este tipo de mímesis comprende arquetipo literarios como el héroe, el antihéroe, la damisela, etc.

- Mímesis de mundos posibles:  Doležel propone un modelo distinto en el que el particular ficcional sea considerado como una entidad autónoma, que no representa ni depende de referentes en la realidad. Un ejemplo mencionado en Heterocósmica es el personaje de Hamlet. El nombre "Hamlet" no es autorreferencial. Esto significa que refiere a una entidad existente dentro del mundo ficticio de la obra: hay una persona Hamlet. La persona Hamlet no tiene equivalencia con ningún individuo del mundo extratextual (es decir, el mundo en el que William Shakespeare escribe dicha obra de teatro) ni es la representación de un arquetipo o concepto del mismo mundo extratextual. Pero este mundo posible que se ofrece comparte un mismo nivel ontológico con el mundo real.

## Base ontológica de los mundos posibles
La base ontológica de los mundos ficcionales descansa en el texto. Doležel, al considerar a los mundos ficcionales como autónomos del mundo convencionalmente asumido como "real", les otorga una existencia ontológica equivalente. La diferencia no sería cualitativa sino de realización, en la medida en que cada mundo ficcional es una posibilidad. Cada uno existe sólo como posibilidad hasta que un lector lo construye y le brinda existencia. No hay que caer en la concepción ingenua que el teórico llama "pseudomímesis", que consiste en suponer que los mundos ficcionales existen independientemente de su realización textual. Su existencia es el resultado de la actividad poiética del hombre.

## Reglas de los mundos posibles
En el libro Heterocósmica se plantean algunas reglas generales de los mundos posibles.
- La serie de mundos posibles es indefinida y de variedad máxima: Los mundos posibles, al ser entidades autónomas, no se ven restringidos por su relación con el mundo real (que Doležel prefiere llamar "mundo prevalente" para ser congruente con su equivalencia ontológica). Hay una cantidad infinita de mundos posibles porque éstos no representan ni imitan entidades del mundo real, las cuales sí son finitas. Esta independencia también quiere decir que los mundos posibles varían infinitamente.

- Los mundos posibles son ontológicamente homogéneos: Los mundos posibles son entendidos como un conjunto de posibilidades no realizadas, lo que los sitúa en una misma categoría ontológica. Los mundos posibles no varían en su cualidad de "posibles". Una forma más simple de entender lo anterior es darse cuenta de que cualquier mundo posible es exactamente igual de posible que los demás: el mundo planteado en los textos de fantasía medieval de J.R.R. Tolkien es igual de posible/ficticio que el mundo planteado por una novela realista del siglo XIX, independientemente de que esta última posibilidad parezca más realizable, más cercana al mundo real.

- Los mundos posibles se accesan a través de canales semióticos: Por supuesto, no se accede a los mundos posibles físicamente, sino a través de los signos del texto que los estipula.

## Rasgos de los mundos ficcionales de la literatura
Dentro de los distintos tipos de mundos posibles, los mundos ficcionales literarios tienen ciertas características:
- Los mundos ficcionales de la literatura están incompletos: Ningún mundo ficcional se "completa" en el texto que lo estipula y, de hecho, no necesita ser completado textualmente. Todo texto literario omite más de lo que esclarece, es decir, su mundo se conoce sólo parcialmente y siempre es más amplio el campo de lo posible que el de lo certero. Esta cualidad de mundo incompleto es cualquier detalle omitido en un texto ficcional.

- Los mundos ficcionales de la literatura no son semánticamente homogéneos: Los mundos ficcionales están determinados por macro-estructuras y son semánticamente diversos. La diversidad semántica puede observarse en la experiencia de la lectura. Por ejemplo,  un mundo de ficción realista se ciñe a posibilidades que son homogéneas dentro de ese mundo, pero distintas de otros modelos: un mundo ficcional mitológico no tiene el mismo conjunto de posibilidades. Un lector no necesita reflexionar al respecto de por qué cierto mundo contiene ciertas cosas; el lector acepta su contenido como una consecuencia de su individualidad semántica: en un mundo ficcional mitológico, se admite con naturalidad la existencia de seres legendarios inaceptables (o cuestionables) en otro tipo de mundo ficcional.

## Historia de los mundos posibles
La propuesta de Doležel surge como una oposición a la óptica reduccionista de los modelos miméticos del mundo único, es decir, de la realidad. Asumir una relación inviolable entre la realidad en la que se produce un texto y el mundo posible estipulado por dicho texto es, de acuerdo a Heterocósmica, una restricción en el significado y potencial del objeto artístico y más concretamente de la ficción literaria. Doležel ha manifestado que la teoría de los mundos posibles debería evolucionar hacia una "historia de los mundos posibles". Es decir, una revisión de la historia de la literatura ya no vista con el modelo de mímesis realista o universalista al modo de Erich Auerbach, sino valorando estéticamente y por sí mismo el mundo ficcional.

## Verdad y mímesis
En algunos artículos, Doležel trabaja el tema de la relación entre verdad y ficción. Normalmente se considera a las ficciones como no verdaderas por ser afirmaciones incomprobables en la realidad. Doležel examina la postulación de Frege, quien dice que “los enunciados literarios no son ni verdaderos ni falsos”. Para el teórico checo esta postura es comodina y fácil, y una teoría de la mímesis como mundos posibles pondría en duda dicha concepción. Para Doležel, los enunciados literarios son verdaderos porque dicen una verdad del mundo al que se refieren. De esta forma, un enunciado como “Madame Bovary se suicidó” podría considerarse falso porque no ocurre factualmente en la realidad, pero un lector que haya leído la novela de Flaubert tiene el conocimiento empírico de dicho acontecimiento. Por consiguiente, dice Doležel, que se trata de un enunciado verdadero dentro del mundo de la ficción de Madame Bovary, ya que en él, la protagonista muere de esta forma, no atropellada ni asesinada, etc.